# Greg Jones (Naturbahnrodler)
Greg Jones (* 28. Juli 1987 in Hinton, Alberta) ist ein kanadischer Naturbahnrodler. Er startete bislang in insgesamt 17 Weltcuprennen im Einsitzer und im Doppelsitzer, nahm viermal an Weltmeisterschaften und einmal an einer Europameisterschaft teil. Im Jahr 2009 war er gemeinsam mit Kaj Johnson der erste kanadische Naturbahnrodler, der im Doppelsitzer bei einer Weltmeisterschaft startete.

## Karriere
Greg Jones nahm ab 2004 an internationalen Wettkämpfen teil. Erstmals im Weltcup startete er am 6. Januar in Grande Prairie beim ersten Weltcuprennen überhaupt, das in Kanada ausgetragen wurde. Dort erreichte er den 24. Platz, was sein bestes Saisonergebnis blieb. Zwei Wochen später nahm er auch am Weltcuprennen in Garmisch-Partenkirchen teil, wo er 32. wurde. Anschließend startete er bei der Juniorenweltmeisterschaft 2004 in Kindberg, wo er 28. wurde, und bei der Europameisterschaft in Hüttau, wo er sich mit Rang 30 im hinteren Mittelfeld platzierte. In der Saison 2004/2005 nahm er wie die gesamte kanadische Mannschaft an den drei Weltcuprennen in Oberperfuss und Latzfons teil. In diesem Winter war sein bestes Ergebnis der 22. Platz im zweiten Rennen von Oberperfuss, im Gesamtweltcup wurde er 33. Bei der Weltmeisterschaft 2005 in Latsch konnte er sich mit Rang 28 wie schon im Vorjahr bei der EM wieder im hinteren Mittelfeld platzieren.
In der Saison 2005/2006 bestritt Jones seine vorerst letzten beiden Weltcuprennen. In Kindberg und Olang belegte er die Plätze 33 und 31 im Einsitzer und in Olang startete er zusammen mit Kaj Johnson auch zum ersten Mal im Doppelsitzer. Sie kamen mit großem Rückstand allerdings nur auf den 14. und letzten Platz. In den nächsten beiden Jahren nahm Jones an keinen Weltcuprennen teil, doch er startete im Februar 2007 bei der Weltmeisterschaft in Grande Prairie. Sie war die erste Weltmeisterschaft in Kanada und zugleich die erste außerhalb Europas und fand auf der neu errichteten Nitehawk-Strecke statt, an deren Planung Greg Jones beteiligt war und auf der ein Jahr zuvor erstmals zwei Weltcuprennen stattgefunden hatten. Jones erreichte bei der WM als drittbester der vier Kanadier den 23. Platz.
Nach knapp zweijähriger Pause kehrte Jones in der Saison 2008/2009 noch einmal in den Weltcup zurück und nahm sowohl im Einsitzer als auch im Doppelsitzer mit Kaj Johnson an den letzten vier der sechs Weltcuprennen teil. Im Einsitzer erreichte er mit zwei 19. Plätzen in Unterammergau und beim Saisonfinale in Nowouralsk seine persönliche Bestmarke und kam damit im Gesamtweltcup auf Rang 29. Im Doppelsitzer waren Greg Jones und Kaj Johnson allerdings in keinem Rennen besser als Vorletzte. Jones nahm auch an der Weltmeisterschaft 2009 in Moos in Passeier teil, wo er 23. im Einsitzer und zusammen mit Kaj Johnson Elfter im Doppelsitzer wurde. Dies war die erste Teilnahme eines kanadischen Doppelsitzerpaares bei Weltmeisterschaften überhaupt. Mit Johnson im Doppelsitzer sowie den Einsitzern John Gibson und Irma Karišik aus Bosnien und Herzegowina startete er auch im Mannschaftswettbewerb, wo sie den neunten Platz von zehn Teams erreichten. Im nächsten Winter bestritt Jones keine internationalen Rennen. Er war im Jahr 2009 an den abschließenden Arbeiten an der Rodelbahn in Naseby auf der Südinsel Neuseelands – der einzigen ihrer Art auf der südlichen Erdhalbkugel – beteiligt und anschließend dort als Trainer tätig. Seine Eltern sind in Kanada ebenfalls als Trainer aktiv.
Am 23. Januar 2011 – wenige Tage vor Beginn der Weltmeisterschaft 2011 – nahm Jones wieder an einem Weltcuprennen im Einsitzer teil, das er an 22. Stelle beendete. Wie für die gesamte kanadische Mannschaft war dies sein einziges Weltcuprennen in diesem Winter. Bei der Weltmeisterschaft fuhr er ebenfalls auf Platz 22. In der Saison 2011/2012 nahm Jones erneut an keinen internationalen Rennen teil.

## Erfolge

### Weltmeisterschaften
- Latsch 2005: 28. Einsitzer
- Grande Prairie 2007: 23. Einsitzer
- Moos in Passeier 2009: 23. Einsitzer, 11. Doppelsitzer, 9. Mannschaft
- Umhausen 2011: 22. Einsitzer

### Europameisterschaften
- Hüttau 2004: 30. Einsitzer

### Juniorenweltmeisterschaften
- Kindberg 2004: 28. Einsitzer

### Weltcup
- Einmal unter den besten 30 im Einsitzer-Gesamtweltcup
- Zweimal unter den besten 20 im Doppelsitzer-Gesamtweltcup
- 2 Top-20-Resultate in Einsitzer-Weltcuprennen
- 3 Top-10-Resultate in Doppelsitzer-Weltcuprennen